# Dystrykt Shikarpur
Dystrykt Shikarpur (urdu: ضِلع شِكارپُور) – dystrykt w południowym Pakistanie w prowincji Sindh. W 1998 roku liczył 880 438 mieszkańców (z czego 51,86% stanowili mężczyźni) i obejmował 149 758 gospodarstw domowych. Siedzibą administracyjną dystryktu jest Shikarpur.